# Abbaye Saint-Pierre et Saint-Paul de Châtillon-lès-Conches
L'abbaye Saint-Pierre et Saint-Paul de Châtillon-lès-Conches est un ancien édifice conventuel situé dans la commune de Conches-en-Ouche, dans le département de l'Eure.
L'ancienne hôtellerie, le pressoir, des celliers et une partie de l'enclos font l'objet d’une inscription au titre des monuments historiques depuis le 24 juillet 2002.

## Histoire
Roger Ier de Tosny fonde en 1035, à l'endroit appelé Castillon, une abbaye bénédictine,. Il y fait venir quelques moines de l'abbaye de Fécamp, parmi lesquels se trouve Gislebert (ou Gilbert), premier abbé. Grâce à des donations, l'abbaye possède des prieurés en Angleterre, ceux de Wotton (Wootton Wawen Priory, comté de Warwickshire) et d'Horsham (dédié à sainte Foy, comté de Norfolk). L'abbaye est ravagée pendant la guerre de Cent Ans.
L'abbaye de Conches conservait les reliques de saint Mauxe et de saint Vénérand. Le comte de Laval était possesseur du château et de la terre d'Acquigny. Jean, abbé de Conches, lui avait fait don d'une notable portion de la partie antérieure du chef de saint Vénérand, qu'il conservait dans son château d'Acquigny. La remise en avait été faite le 15 mai 1480, et les reliques seront conservées dans l'église Saint-Vénérand de Laval.
Nicolas Le Vavasseur, abbé de Conches, ordonne la rédaction de la compilation des biens de l'abbaye, qui aboutit en 1515. Elle subit la réforme mauriste en 1630. À la Révolution, à la suite de l'intervention des colonnes infernales de Turreau, de nombreux bâtiments sont détruits, parmi lesquels l'abbatiale. Seuls subsistent quelques contreforts et arcs-boutants.
Il reste aujourd'hui l'ancienne hôtellerie, le pressoir, des celliers et une partie de l'enclos.
L'hôpital de la commune y fut installé, puis une maison de retraite, Les Reflets d'argent, transférée en 2020 laissant la place à un FabLab du pays de Conches et un pôle santé. Au XXIe siècle, l'emprise reçoit les collections du musée du verre.

## Liste des abbés
- 1035-1063 : Gilbert Ier
- 1063-10?? : Guillaume Ier
- 10??-1090 : Guillaume II
- 1085-1108 : Théotard Ier
- 1108-1130 : Sulpice
- 1130-1140 : Gilbert II
- 1140-1150 : Vincent
- 1150-1155 : Bernier
- 1155-1160 : Sylvestre
- 1160-11?? : Gilbert III
- 11??-1179 : Raoul Ier
- 1179-1186 : Herbert Ier
- 1186-1190 : Gilbert IV
- 1190-1200 : Simon
- 1200-1211 : Théotard II
- 1211-1217 : Herbert II
- 1217-1222 : Robert Ier Le Rivet
- 1222-1223 : Roger Ier
- 1223-1224 : Luc Ier
- 1224-1230 : Raoul II
- 1230-1234 : Renaud
- 1234-1238 : Guillaume III
- 1238-1240 : Clément
- 1240-1244 : Philippe
- 1244-1269 : Robert Ier de Gopilières
- 1269-1273 : Gilbert V Gautier de Dieppe
- 1273-1281 : Luc II
- 1281-1285 : Raoul III
- 1285-1298 : Jean Ier Halebout
- 1298-1342 : Pierre Ier Maurens
- 1342-1343 : Pierre II de Cérilly
- 1343-1355 : Étienne Bertier
- 1356-1362 : Jean II Papillon
- 1362-1367 : Pierre III
- 1367-1368 : Roger II
- 1368-1380 : Roger III
- 1380-1390 : Richard Haudouf
- 1390-1401 : Jacques Gaudion
- 1401-1416 : Jean III Baillard
- 1416-1419 : Gautier
- 1419-1434 : Guillaume IV du Chesnay
- 1434-1438 : Michel du Chesnay
- 1438-1449 : Robert III
- 1449-1465 : Guillaume V Prestrel
- 1465-1483 : Jean IV Le Gros
- 1484-1491 : Robert IV Rosse
- 1491-1497 : Nicolas Ier Le Grossier
- 1497-1509 : Jean V des Perrois
- 1509-1525 : Nicolas II Le Vavasseur
- 1526-1558 : Jean VI Le Vavasseur
- 1558-1584 : Robert V du Quesnel de Coupigny
- 1584-1646 : Gabriel Ier du Quesnel d'Allègre
- 1646-1669 : Guillaume VI de Longueil de Maisons
- 1670-1672 : Jean VI d'Estrades
- 1673-1694 : Jean VII d'Estrées
- 1694-1747 : Henri Oswald de La Tour d'Auvergne (cardinal en 1740)
- 1747-1753 : Pierre IV Jules-César de Rochechouart de Montigny
- 1753-1760 : Charles-François-Siméon de Saint-Simon de Sandricourt
- 1760-1764 : Vacance
- 1764-1790 : Gabriel II Amédée Cortois de Quincey